# Hermann Knipfer
Hermann Knipfer (* 9. August 1934 in Augsburg; † 7. Juni 2006 ebenda) war ein deutscher Politiker (anfangs CSU, später FBU).
Knipfer besuchte die Volksschule, das Realgymnasium und die Berufsschule, machte die Lehre als Maschinenbauhandwerker und legte die Gesellenprüfung erfolgreich ab. 1956 trat er bei der Deutschen Bundesbahn ein, wo er nach der Lokomotivführerprüfung als Hauptlokomotivführer tätig war. Er war Mitglied der Gewerkschaft Deutscher Lokomotivführer und ab 1964 Vorsitzender des Bezirks München/Südbayern sowie Mitglied im Personalrat auf örtlicher und bezirklicher Ebene und im Hauptpersonalrat in Frankfurt am Main.
Knipfer wurde 1964 Mitglied der CSU. Er war Stadtrat, Bezirksvorsitzender der CSU in Augsburg und Mitglied im Landesvorstand der CSU. Von 1970 bis 1986 war er Mitglied des Bayerischen Landtags.
Infolge politischer Querelen trat Knipfer 1989 aus der CSU aus und gründete die Augsburger Bürger Union (später Freie Bürger Union, FBU). 1990 bis 2006 war er wieder Mitglied des Stadtrats, ab 2002 einer der Initiatoren der sog. Regenbogenkoalition im Augsburger Rathaus (SPD, Bündnis 90/Die Grünen, FBU, ÖDP und zeitweise Freie Wähler).